# Sarasota Open 2022
Il Sarasota Open 2022 è stato un torneo maschile di tennis professionistico. È stata la 12ª edizione del torneo, facente parte della categoria Challenger 100 nell'ambito dell'ATP Challenger Tour 2022, con un montepremi di 106 240 $. Si è svolto dall'11 al 17 aprile 2022 sui campi in terra verde del Payne Park Tennis Center di Sarasota, negli Stati Uniti.

## Partecipanti

### Teste di serie
| Nazionalità | Giocatore                  | Ranking* | Testa di serie |
| ----------- | -------------------------- | -------- | -------------- |
| Stati Uniti | Denis Kudla                | 81       | 1              |
| Australia   | Jordan Thompson            | 83       | 2              |
| Cile        | Alejandro Tabilo           | 100      | 3              |
| Stati Uniti | Steve Johnson              | 108      | 4              |
| Colombia    | Daniel Elahi Galán         | 121      | 5              |
| Argentina   | Juan Ignacio Londero       | 131      | 6              |
| Stati Uniti | Jack Sock                  | 138      | 7              |
| Cile        | Marcelo Tomás Barrios Vera | 144      | 8              |

* Ranking al 4 aprile 2022.

### Altri partecipanti
I seguenti giocatori hanno ricevuto una wild card per il tabellone principale:
- Ryan Harrison
- Michael Mmoh
- Govind Nanda

Il seguente giocatore è entrato in tabellone con il ranking protetto:
- Andrew Harris

I seguenti giocatori sono entrati in tabellone come alternate:
- Nicolas Moreno de Alboran
- Yosuke Watanuki
- Wu Tung-lin

I seguenti giocatori sono passati dalle qualificazioni:
- Gijs Brouwer
- Rinky Hijikata
- Aleksandar Kovacevic
- Christian Harrison
- Adrian Andreev
- Alexis Galarneau

I seguenti giocatori sono entrati in tabellone come lucky loser:
- Mikael Torpegaard
- Max Purcell
- Alex Rybakov

## Campioni

### Singolare
Daniel Elahi Galán ha sconfitto in finale  Steve Johnson con il punteggio di 7–6(7), 4-6, 6-1.

### Doppio
Robert Galloway /  Jackson Withrow hanno sconfitto in finale  André Göransson /  Nathaniel Lammons con il punteggio di 6-3, 7–6(3).